# 鲁瓦耶尔
鲁瓦耶尔（法語：Royères，法語發音：[ʁwajɛʁ]）是法国新阿基坦大区上维埃纳省的一个市镇，属于利摩日区。

## 地理
鲁瓦耶尔（45°50'55"N, 1°25'49"E）面积17.42 平方千米，位于法国新阿基坦大区上维埃纳省，该省份为法国中西部省份，北起顺时针与安德尔省、克勒兹省、科雷兹省、多爾多涅省、夏朗德省和维埃纳省接壤。
与鲁瓦耶尔接壤的市镇（或旧市镇、城区）包括：勒沙特内昂多尼翁、欧雷伊、拉热内图斯、圣瑞斯特-勒马尔泰勒、圣莱奥纳尔德诺布拉、圣普列斯特托里永。

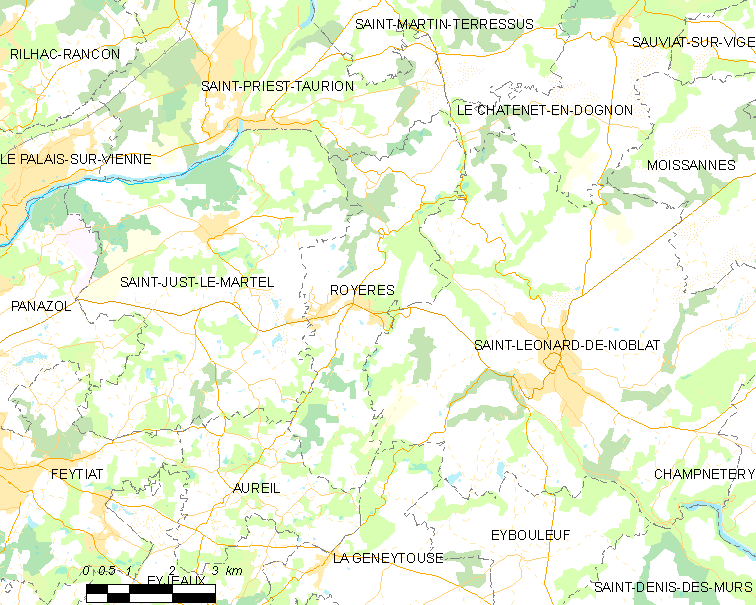
鲁瓦耶尔的OSM定位图

鲁瓦耶尔的时区为UTC+01:00、UTC+02:00（夏令时）。

## 行政
鲁瓦耶尔的邮政编码为87400，INSEE市镇编码为87129。

## 政治
鲁瓦耶尔所属的省级选区为圣莱奥纳尔-德诺布拉县。

## 人口

1962-2008年间鲁瓦耶尔人口变化图示

鲁瓦耶尔于2022年1月1日时的人口数量为942人。